# Chalepides carinatus
Chalepides carinatus är en skalbaggsart som beskrevs av Joly och Hermes E. Escalona 2002. Chalepides carinatus ingår i släktet Chalepides och familjen Dynastidae. Inga underarter finns listade i Catalogue of Life.